# The Movies
The Movies är ett datorspel utvecklat av Lionhead Studios och gavs ut av Activision mellan år 2005-2006 till Microsoft Windows och Mac OS. Spelet är ett simulatorspel
och går ut på att man tar rollen som en nybliven ägare av en filmstudio på 1920-talet och ska få sina filmer att ligga på toppen av filmrankningen (liksom själva studion) och det är även viktigt att få tag på bra filmstjärnor som man kan ha med i sina filmer. Ju längre in man kommer i spelet, desto mer scener och filmteknologi får man som till exempel färgfilm.
Något som gör The Movies unikt bland andra spel om att leda en filmstudio är att man kan skapa sina egna filmer. Det finns även ett stort online-community där man kan ladda upp sina egna filmer till spelet så att andra användare kan rösta på filmerna.

## Mål
Målet med The Movies är att driva en lyckad filmstudio, detta kan spelaren göra på två sätt:
- Spela spelet och få så många priser som möjligt.
- Ladda upp filmer på nätet och få kritik från andra spelare.

I The Movies måste man se till att samtidigt som spelaren har en bra budget så måste man se till att spelarens filmstjärnor är nöjda och glada, att filmstudion är i bästa kvalité, att spelarens filmer blir så bra som möjligt och sist men inte minst, se till att ha bra relationer med pressen.

## Expansioner
Det har kommit en expansion till The Movies, The Movies: Stunts and Effects som gör det möjligt för spelaren att använda stunts (såsom hopp från tak, gigantiska monster i storstad med mera) och specialeffekter (som till exempel Chroma key och förgrunder).
Saker som nya tillbehör, kläder och fordon har även kommit till, däribland ett antal helikoptrar som man kan använda i filmer.